# 다니구치 히로미
다니구치 히로미(일본어: 谷口 浩美, たにぐち ひろみ, 1960년 4월 5일~)는 일본의 육상 선수로 주 종목은 마라톤이다.

## 경력
미야자키현 난고정에서 태어났다. 일본체육대학에 재학하면서 체육 교사를 지망했으나 교원채용시험에서 불합격하여 대학 졸업 직후인 1985년에 아사히 카세이 육상단에 입단하였다. 원래는 다시 교원채용시험 준비를 위해 2년간만 활동하기로 했으나 두번째 시험에서도 불합격하여 교사 대신 현역 선수 생활을 연장했다.
1985년 벳푸-오이타 마라톤 대회에서 우승했으며, 1986년에는 일본 국가대표 선수로 발탁되어 서울에서 열린 1986년 아시안 게임에 참가했다. 그는 마라톤 종목에서 2시간 10분 08초의 기록으로 대표팀 동료인 나카야마 다케유키의 뒤를 이어 은메달을 획득했다. 1987년에는 런던 마라톤에서 우승을 차지했다.
1991년 9월 도쿄에서 열린 1991년 세계 선수권 대회에 참가하였다. 그는 마라톤에서 2시간 14분 57초의 기록으로 지부티의 후사인 아흐마드 살라와 미국의 스티브 스펜스를 제치고 금메달을 획득했다. 다니구치는 현재까지 유일하게 세계 육상 선수권 대회에서 달리기 종목 금메달을 획득한 일본의 남자 선수이다.
1992년 8월에는 스페인 바르셀로나에서 열린 1992년 하계 올림픽에 참가하여 마라톤 종목에서 2시간 14분 42초의 기록으로 8위를 했다. 이듬해인 1993년에는 보스턴 마라톤에서 4위에 올랐으며, 1996년에 애틀랜타에서 열린 1996년 하계 올림픽에서 2시간 17분 26초의 기록으로 전체 19위에 올랐다. 
애틀랜타 올림픽 이후인 1997년에 현역 은퇴를 선언했다. 같은 해에 아사히 육상단 코치로 부임했으며, 1999년에는 육상단 감독으로 승격했다. 이후 2001년 오키 전기 육상단으로 이적하여 부감독을 맡다가 2002년에 감독으로 부임했다. 2008년 4월에는 도쿄전력 육상부 감독이 되었으며, 2010년 9월까지 감독을 맡았다. 2011년에는 도쿄 농업 대학 육상부 감독 겸 동 대학 식품정보학부 준교수가 되었으며, 2012년까지 재직하다가 물러났다. 2017년에는 미야자키 대학에 부임했다.

## 대회 성적
| 대회             | 1986 | 1987 | 1988 | 1989 | 1990 | 1991 | 1992 | 1993 | 1994 | 1995 | 1996 |
| ---------------- | ---- | ---- | ---- | ---- | ---- | ---- | ---- | ---- | ---- | ---- | ---- |
| 올림픽           |      |      |      |      |      |      | 8위  |      |      |      | 19위 |
| 세계 선수권 대회 |      |      |      |      |      | 1위  |      |      |      |      |      |
| 아시안 게임      | 2위  |      |      |      |      |      |      |      |      |      |      |